# Dean DeBlois
Dean Allan DeBlois ( /dəˈblwɑː/ də-BLWAH; nacido el 7 de junio de 1970) es un cineasta y animador canadiense. Es conocido por haber escrito y dirigido las películas animadas nominadas al Óscar Lilo & Stitch para Walt Disney Animation Studios (con Chris Sanders) y la trilogía cinematográfica de Cómo entrenar a tu dragón para DreamWorks Animation (la primera, también con Sanders).

## Primeros años de vida
DeBlois nació y creció en Aylmer, Quebec, Canadá. De niño se interesaba por los cómics, lo que, según dijo en 2015, influyó en su capacidad para dibujar, su imaginación y su habilidad para contar historias. Creció en la pobreza y los fines de semana visitaba una tienda de tabaco cercana, donde el propietario le dejaba leer cómics sin cobrarle. Después de memorizarlos, volvía a casa los dibujaba. DeBlois asistió a la escuela secundaria Darcy McGee.

## Carrera
Después de graduarse de Sheridan College en 1990, DeBlois fue contratado por Sullivan Bluth Studios en Dublín, Irlanda. Allí, trabajó como artista de maquetación, diseñador de personajes y asistente de guion gráfico de Don Bluth, en películas animadas como Un troll en Central Park y Pulgarcita.
En 1994, dejó Dublín para ir a Los Ángeles y comenzar a trabajar para Walt Disney Feature Animation como guionista gráfico, donde trabajó junto a su colaborador frecuente, Chris Sanders, como jefe de historia en Mulan. Poco después, volvieron a trabajar juntos para crear Lilo & Stitch (estrenada en 2002).
Después de Lilo & Stitch, DeBlois vendió varios proyectos originales de acción en vivo para escribir, dirigir y producir, incluida una historia de fantasmas irlandesa titulada The Banshee y Finn Magee, un thriller psicológico titulado The Lighthouse, y una serie de aventuras familiares titulada Sightings, que fueron compradas por Walt Disney Pictures, Touchstone Pictures y Universal Studios, respectivamente. El largometraje documental Heima fue dirigido por Deblois y narra el concierto de regreso al lugar natal del islandés Sigur Rós.
En octubre de 2008, DeBlois regresó a la animación para coescribir y codirigir Cómo entrenar a tu dragón, de DreamWorks Animation, haciendo equipo otra vez con Chris Sanders. El dúo reinventó la historia y dirigió la producción hasta su estreno en marzo de 2010. La película resultante se convirtió en la producción más taquillera del estudio en América del Norte, fuera de la franquicia Shrek.
Durante ese mismo tiempo, DeBlois también dirigió otro largometraje musical para el líder de Sigur Rós, Jónsi, titulado Go Quiet, así como un largometraje de concierto titulado Jónsi: Live at The Wiltern.
DeBlois escribió y dirigió la secuela Cómo entrenar a tu dragón 2, que se estrenó el 13 de junio de 2014, seguida de Cómo entrenar a tu dragón: El mundo oculto el 22 de febrero de 2019.
El 23 de septiembre de 2019, DeBlois fue asignado para escribir y dirigir una adaptación cinematográfica de Micronauts.
En febrero de 2023, se anunció una adaptación de acción real de Cómo entrenar a tu dragón con DeBlois regresando para dirigir, escribir y producir en su debut cinematográfico de acción real. La película está prevista estrenarse el 13 de junio de 2025. 

## Vida personal
DeBlois es abiertamente gay. Mantuvo esto en secreto durante su juventud, hasta que la escena gay de West Hollywood lo inspiró a salir del clóset. En 2002 le dijo a The Advocate que la gente de la industria conocía su orientación sexual.

## Premios y distinciones
Premios Óscar
| Año  | Categoría                   | Película                    | Resultado |
| ---- | --------------------------- | --------------------------- | --------- |
| 2015 | Mejor Película de Animación | Cómo entrenar a tu dragón 2 | Nominado  |